# Dirk Meyer-Scharenberg
Dirk Meyer-Scharenberg (* 1954 in Flensburg) ist ein deutscher Wirtschaftswissenschaftler und Universitätsprofessor für Betriebswirtschaftliche Steuerlehre an der Universität Regensburg.

## Werdegang
Meyer-Scharenberg studierte 1975 bis 1980 Betriebswirtschaftslehre an der Ludwig-Maximilians-Universität München. Im Anschluss war er wissenschaftlicher Assistent am dortigen Institut für betriebswirtschaftliche Steuerlehre und habilitierte sich nach seiner Promotion im Wintersemester 1989/90 bei Enno Biergans zum Thema Steuergestaltung durch Umwandlung. Er wurde 1992 als Ordinarius für Betriebswirtschaftliche Steuerlehre an die Universität Regensburg berufen. Er war außerdem von 1992 bis 2017 Vorsitzender des Instituts der Steuerberater in Bayern e.V. Neben seiner Professur ist Meyer-Scharenberg als Steuerberater und Gutachter in München in eigener Kanzlei tätig.
Im Oktober 2020 wurde er an der Regensburger Universität in den Ruhestand versetzt.

## Forschungsschwerpunkte
Meyer-Scharenberg versteht die Betriebswirtschaftliche Steuerlehre als anwendungs- und entscheidungsorientierte Steuerberatungswissenschaft, welche den Einfluss des nationalen und internationalen Steuerrechts auf unternehmerische Handlungsalternativen  entscheidungsorientiert systematisieren will. Im Rahmen einer solchen Steuerwirkungs- und Steuergestaltungslehre untersucht er insbesondere steuerliche  Wirkungen von Rechtsformumwandlungen, der Vermögensnachfolge, des Immobiliensteuerrechts, der Gewerbesteuer und des Internationales Steuerrechts.